# Mario Facco
Mario Facco (Milano, 23 gennaio 1946 – Fiumicino, 31 agosto 2018) è stato un allenatore di calcio e calciatore italiano, di ruolo difensore.

## Biografia
Ammalatosi di cancro, è morto all'età di 72 anni nella sua casa di Roma dove viveva da molto tempo.

## Carriera

### Giocatore

#### Calcio

##### Inter e vittoria dello scudetto con la Lazio
Ha iniziato la sua carriera calcistica con l'Inter, dove ha giocato una partita di campionato e 3 di Coppa Italia. Si è poi trasferito alla Lazio, in Serie B, dove è rimasto per sei stagioni, centrando due promozioni in Serie A e contribuendo alla conquista dello scudetto nella stagione 1973-1974, anche se in quell'anno Mario Facco perse il posto da titolare a vantaggio di Sergio Petrelli.

##### Capitano dell'Avellino e passaggio al Parma
Nell'autunno del 1974 passa all'Avellino, di cui diviene anche il capitano. In Irpinia rimane per tre stagioni in serie cadetta, prima di passare al Parma, dove termina la sua carriera da calciatore.

#### Statistiche
Ha collezionato complessivamente 67 presenze e 2 reti in Serie A e 164 presenze e 5 reti in Serie B.

### Allenatore
Dopo aver frequentato con successo il corso per allenatore a Coverciano, ha iniziato la sua carriera di allenatore con le giovanili dell'Avellino nel 1980. Nella stagione 1981-1982 salva la squadra dello Squinzano dalla retrocessione in Serie D. Più positive sono state le successive esperienze prima con il Frosinone in Serie C2 conquistando il quinto posto.
L'anno successivo sale di categoria allenando  la Salernitana in Serie C1 conquistando l'ottavo posto.
Resta in categoria e viene ingaggiato dal Barletta dove conclude il campionato al tredicesimo posto, conquistando una faticosa salvezza.
Non viene confermato dal club pugliese e firma un contratto con il Benevento lottando per non retrocedere, ma a quattro giornate dal termine del torneo viene esonerato e sostituito da Romano Mattè.
Nel 1986-1987 è chiamato dal presidente Migliucci alla guida di una squadra appena retrocessa in Serie C2 dalla Serie C1: la Ternana. La campagna acquisti rende la squadra umbra la grande favorita del campionato. Vengono portati in Umbria due giocatori di proprietà della Lazio: il veterano Vincenzo D'Amico e il giovane Paolo Di Canio. Chiude la stagione con un terzo posto (dietro Ravenna e Vis Pesaro), che preclude la possibilità del ritorno in Serie C1.
La stagione successiva (1987-1988) vede di nuovo Mario Facco alla guida della Ternana, ma dopo il girone di andata sarà  sostituito da Giovanni Masiello.
Passa quindi alla Vigor Lamezia terminando il torneo al nono posto del girone D.
L'ultima esperienza in panchina si compie al Trapani nel campionato 1989-1990 dove subentra a Franco Rondanini nel girone di ritorno non riuscendo però ad evitare la retrocessione in Serie D.

### Commentatore sportivo
Dopo il ritiro da allenatore era diventato opinionista sul canale Rai Sport durante le partite del Campionato Italiano di Lega Pro.
Interveniva quotidianamente, sempre in qualità di opinionista sportivo, nei programmi della emittente radiofonica Radiosei "Quelli che hanno portato il calcio a Roma", condotto da Guido De Angelis e Stefano Morelli, e "Non mollare mai", con Alessio Buzzanca e Stefano Pantano.
Dalla stagione 2018-19 gli è intitolato il "Trofeo Facco", riconoscimento nato dalla collaborazione tra Lega Pro e Rai Sport, che viene assegnato al gol più bello della Serie C.

## Palmarès

### Giocatore

#### Calcio

##### Competizioni nazionali
- Campionato italiano: 2

Inter: 1965-1966
Lazio: 1973-1974
- Campionato italiano di Serie B: 1

Lazio: 1968-1969

##### Competizioni internazionali
- Coppa Intercontinentale: 1

Inter: 1965
- Coppa delle Alpi: 1

Lazio: 1971

##### Altre competizioni
- Campionato Under 23: 1

Lazio: 1973-1974